# SMS V 100
V 100 – niemiecki niszczyciel z okresu I wojny światowej. Czwarta jednostka typu B 97, podobnie jak V 99 zbudowana w stoczni AG Vulcan, a nie Blohm & Voss i w związku z tym minimalnie różniąca się rozmiarami i wypornością od pozostałych jednostek tego typu. Okręt wyposażony w cztery kotły parowe opalane ropą. Zapas paliwa 527 ton. W 1918 roku internowany w Scapa Flow. Zatopiony przez załogę 21 czerwca 1919 roku. Złomowany w 1921 roku.
Niszczyciele typu B 97: B 97, B 98, V 99, V 100, B 109, B 110, B 111, B 112